# Jean, hertig av Guise

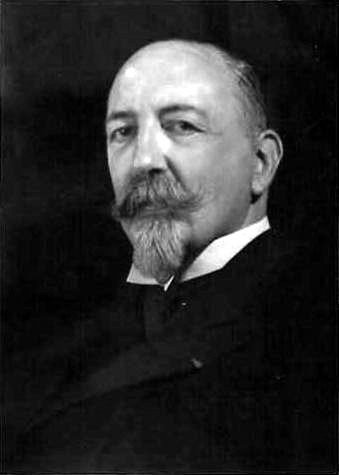
Jean, hertig av Guise.

Jean Pierre Clément Marie av Orléans, hertig av Guise, född 4 september 1874 i Paris, död 25 augusti 1940 i Marocko. Han var son till Robert, hertig av Chartres (1840–1910), sonson till Ferdinand Filip och sonsons son till kung Ludvig Filip I av Frankrike. 
Jean, hertig av Guise erhöll sin militärutbildning i Danmark. Efter att hans kusin Ludvig Filip Robert, hertig av Orléans dött 1926 blev han tronpretendent till den franska tronen och för Orléanisterna titulär konung av Frankrike som Jean III, och måste som sådan lämna Frankrike och var därefter bosatt i Bryssel och senare i Marocko. Detta blev ifrågasatt av den spanska grenen av huset Bourbon som menade att de hade större rätt till tronen eftersom de härstammade från Ludvig XIV.

## Familj
1899 gifte han sig i Twickenham, London , med sin kusin Isabelle av Orléans (1878-1961), syster till hans företrädare. De fick fyra barn:
- Isabelle av Orléans (1900–1983). Hon gifte sig första gången 1923 med Marie Hervé Jean Bruno, Comte d'Harcourt (1899–1930) och andra gången 1934 med Pierre Murat, prins Murat.
- Françoise av Orléans (1902–1953). 1929 gifte hon sig med Christoffer av Grekland och Danmark. Han var yngste son till Georg I av Grekland. De blev föräldrar till prins Michael av Grekland.
- Anne av Orléans (1906–1986). Hon gifte sig 1927 med Amadeo av Savojen-Aosta, tredje hertig av Aosta.
- Henri, greve av Paris (1908–1999).